# Goneaway-Nationalpark
Der Goneaway-Nationalpark (engl.: Goneaway National Park) ist ein Nationalpark im Südwesten des australischen Bundesstaates Queensland.

## Lage
Er liegt 1.158 km westlich von Brisbane und etwa 190 km südwestlich von Winton am Mayne River.
In der Nachbarschaft liegen die Nationalparks Diamantina, Lochern und Bladensburg.

## Einrichtungen und Zufahrt
Der schlecht zugängliche Park im Channel Country liegt in den Sandsteinebenen südlich des Mayne River. Die unbefestigte Verbindungsstraße zwischen Winton am Landsborough Highway Jundah an der Thomson Developmental Road führt zwar knapp östlich des Parks vorbei, aber eine Zufahrt mit dem Auto ist nicht möglich.
Es gibt weder angelegte Wege noch Straßen im Park, aber man kann dort, ausgerüstet mit einem Fernglas, Vögel beobachten.